# Plastoceridae
 Plastoceridae je čeleď brouků v nadčeledi Elateroidea. Zatím bylo popsáno 6 druhů v jednom rodu.

## Popis
Brouci jsou dlouzí 11-18 mm.

## Rozšíření
Brouci jsou rozšířeni na teritoriu Asie. О jejich biologii dosud není nic známo.

## Taxonomie
- Rod Plastocerus Crowson, 1972
  - Plastocerus amplicollis van Dyke, 1932
  - Plastocerus angulosus Germar
  - Plastocerus campanulatus van Dyke, 1946
  - Plastocerus gracilior van Dyke
  - Plastocerus maclayi Stoop
  - Plastocerus pullus Stoop